# Karzan Kader

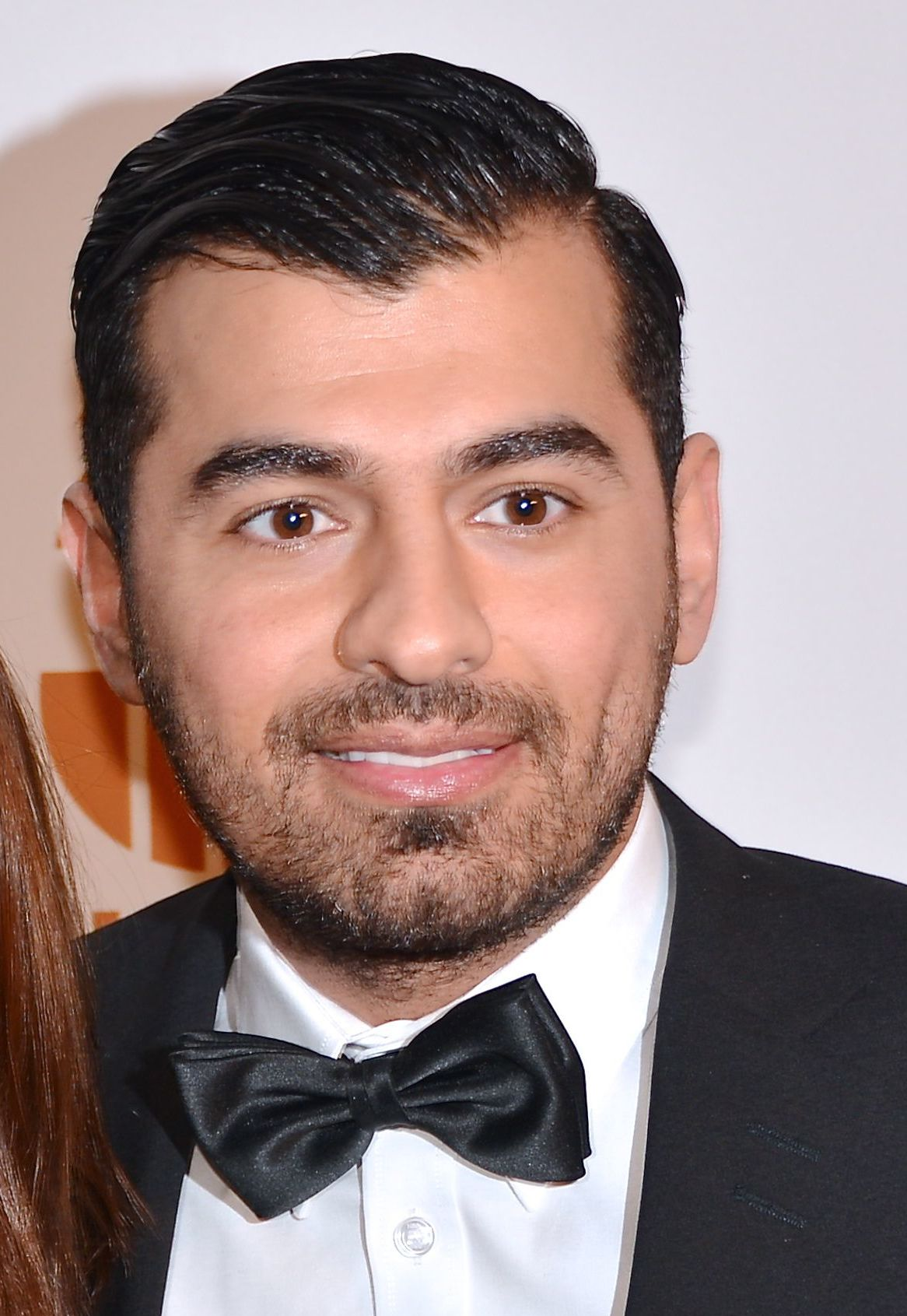
Karzan Kader

Karzan Kader (* 8. September 1982 in Sulaimaniyya) ist ein schwedischer Regisseur kurdischer Abstammung.
Kader kam 1991 mit seiner Familie als Golfkriegs-Flüchtling nach Schweden. Von 2007 bis 2010 besuchte er die Filmhochschule Stockholm. 

## Filmografie
- 2010: De fyra sista
- 2012: Bekas
- 2017: Before We Die (Fernsehserie, 2 Folgen)
- 2019: Trading Paint